# Вальдідентро
Вальдідентро (італ. Valdidentro) — муніципалітет в Італії, у регіоні Ломбардія,  провінція Сондріо.
Вальдідентро розташоване на відстані близько 540 км на північ від Рима, 145 км на північний схід від Мілана, 50 км на північний схід від Сондріо.
Населення — 4130 осіб (2014).

## Демографія
Населення за роками:

Станом на 1 січня 2023 року в муніципалітеті офіційно проживало 137 іноземців з 34 країн, серед них 36 громадян країн Євросоюзу та 4 громадяни України.

## Сусідні муніципалітети
- Борміо
- Грозіо
- Лівіньйо
- Мюштайр
- Поск'яво
- Санта-Марія-Валь-Мюштайр
- Черф
- Вальдізотто
- Цернец